# Staatsanwaltschaft Hannover

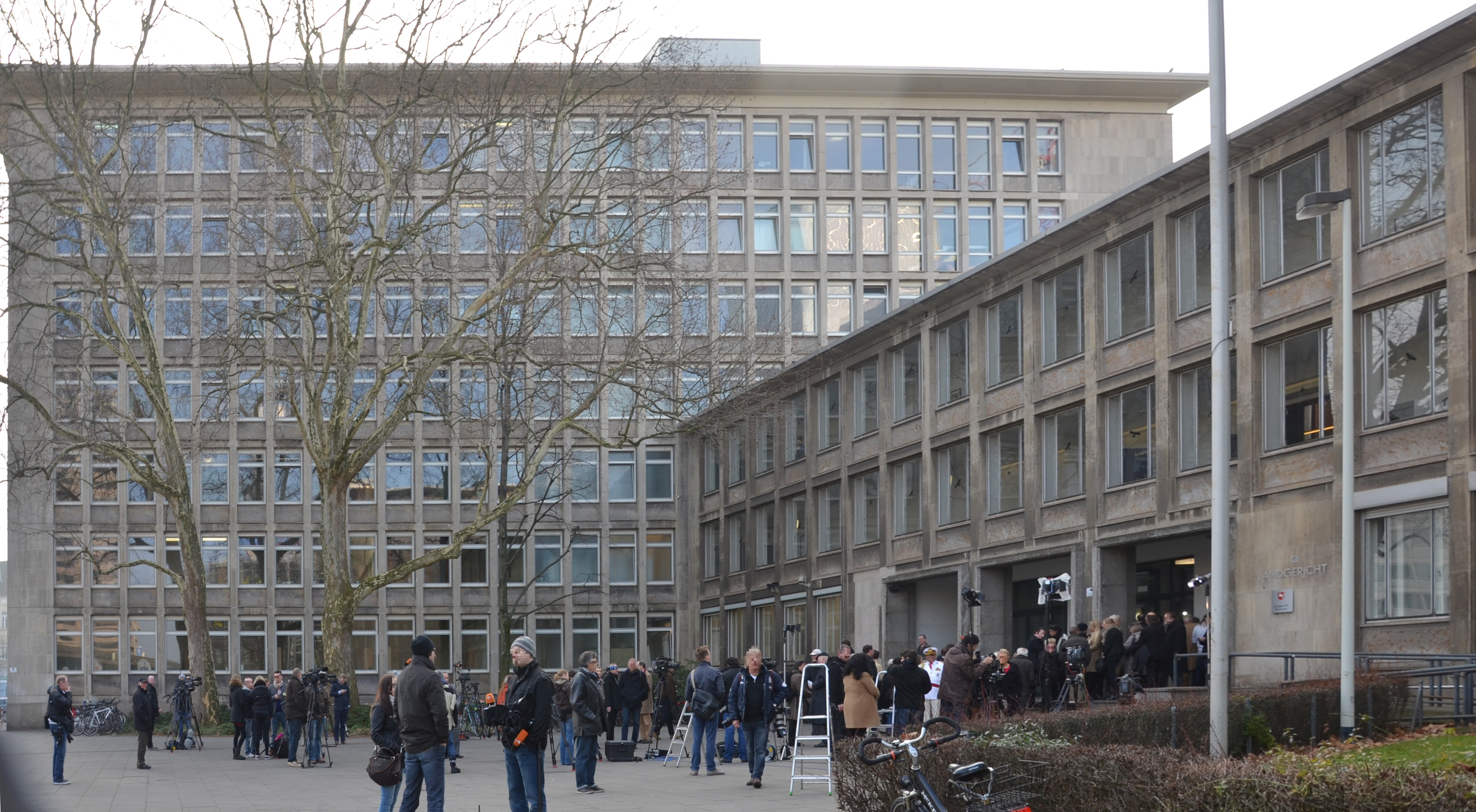
Vorplatz der Staatsanwaltschaft Hannover mit wartenden Reportern

Die Staatsanwaltschaft Hannover ist eine Strafverfolgungs- und Vollstreckungsbehörde des Bundeslands Niedersachsen. Die Staatsanwaltschaft hat ihren Sitz in Hannover im Volgersweg 67 und in einer Nebenstelle in der Vahrenwalder Straße 6–8. Sie ist mit etwa 350 Mitarbeitern die größte in Niedersachsen (siehe auch die Liste deutscher Staatsanwaltschaften). Seit Februar 2024 leitet Marcus Röske kommissarisch die Staatsanwaltschaft Hannover.

## Organisation und Zuständigkeit
Die Staatsanwaltschaft Hannover ist für die Ermittlung und Vollstreckung in Strafsachen im Landgerichtsbezirk Hannover zuständig. Dieser umfasst die Amtsgerichte in Hannover, Burgwedel, Hameln, Neustadt am Rübenberge, Springe und Wennigsen.
Neben der Zuständigkeit für allgemeine Straftaten und solche aus dem Wirtschafts- und Umweltstrafrecht hat die Staatsanwaltschaft Hannover eine Sonderzuständigkeit für die
- Bekämpfung gewaltdarstellender, pornographischer oder sonst jugendgefährdender Schriften,
- Korruptionsstrafsachen,
- Bekämpfung des politisch und religiös motivierten Terrorismus.[1]

Zudem hat die Behörde für das Land Niedersachsen die Sonderzuständigkeit für die Verfolgung von NS-Gewaltverbrechen, die zuletzt im August 2014 zu einer Anklage geführt hat (siehe NS-Prozesse). Dabei arbeitete die Staatsanwaltschaft eng mit der jüdischen Gemeinde Hannover zusammen, die selbstständig Fälle und Zeugen ermittelte. Im Hauptstaatsarchiv Hannover gibt es ein Findbuch zu den NS-Ermittlungsakten dieser Staatsanwaltschaft.
Übergeordnete Behörde ist die Generalstaatsanwaltschaft Celle.

## Personal und Verfahren
Die Staatsanwaltschaft Hannover hat 354 Mitarbeiter (Stand 31. Dezember 2014), darunter
- 103 Staatsanwälte,
- 31 Rechtspfleger,
- 26 Amtsanwälte,
- 23 Justizwachtmeister.

Sie arbeiten in fünf Bereichen („Zentrale Aufgaben“ und vier Hauptabteilungen) und 18 Abteilungen, denen jeweils ein Oberstaatsanwalt vorsteht. Sie bearbeiten Strafsachen in Dezernaten gemeinsam mit Staatsanwälten sowie Ober- und Amtsanwälten. Die Akten führen Mitarbeiter in mehreren Serviceeinheiten.
Die Behörde wird von einem Leitenden Oberstaatsanwalt geführt:
- mindestens 1949–1963: Wilhelm Landwehr[8]
- mindestens 1976 bis 1993: Hans-Georg Hinkelmann[9]
- 1998–2013: Manfred Wendt
- 2013–2016: Jörg Fröhlich[10]
- 2016–2020: Henning Meier[11]
- 2020–2024: Katrin Ballnus[12]
- seit 2024: Oberstaatsanwalt Marcus Röske (kommissarisch)

2015 wurden bei der Behörde über 103.000 Verfahren gegen bekannte Täter und über 57.000 Verfahren gegen unbekannte Täter durchgeführt. Nach Abschluss eines Verfahrens leiten die Rechtspfleger der Staatsanwaltschaft die Strafvollstreckung ein, über 17.000-mal 2015.

## Öffentliche Kritik

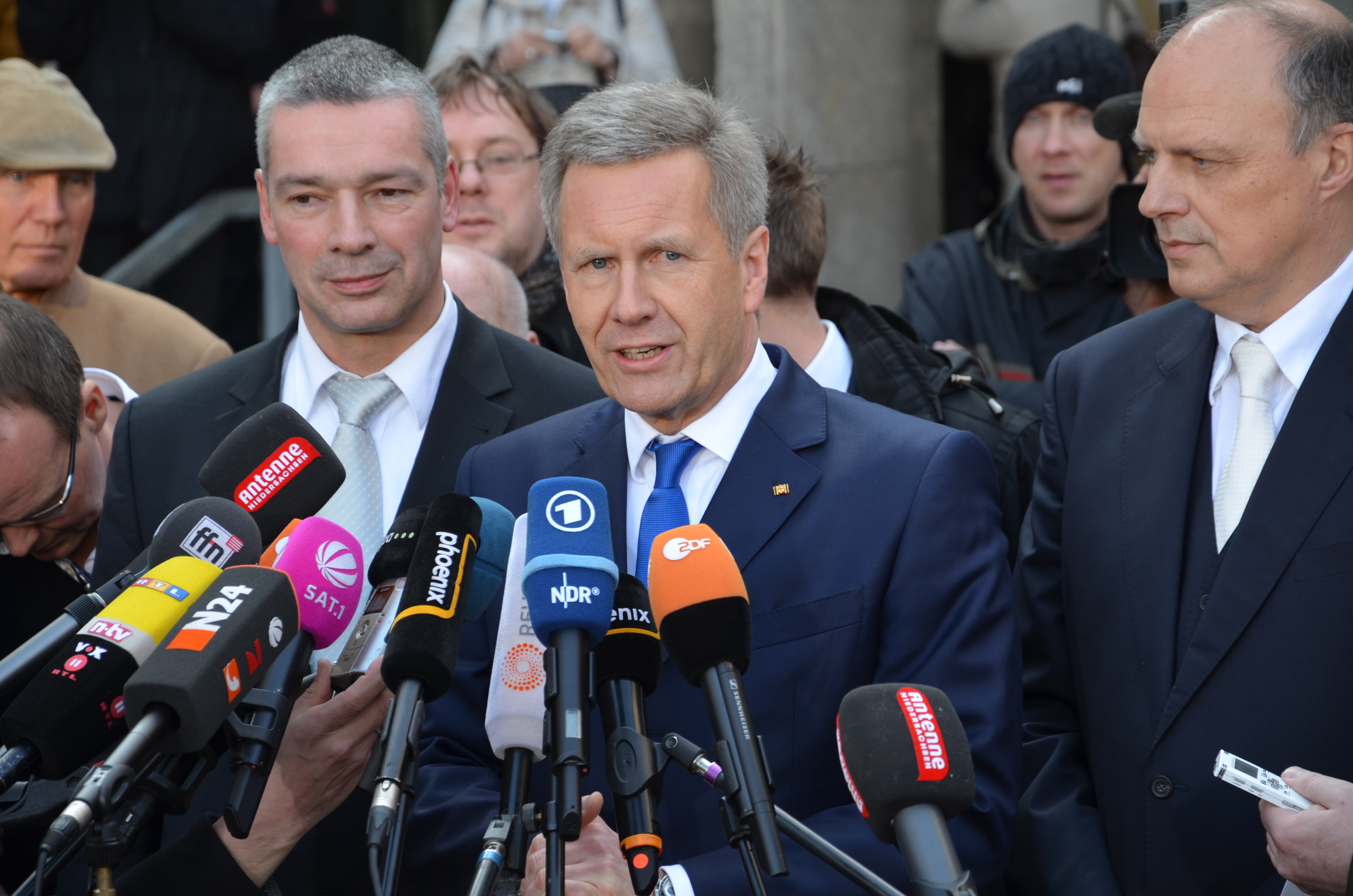
Auf dem Vorplatz der Staatsanwaltschaft Hannover äußert sich der ehemalige Bundespräsident Christian Wulff nach seinem Freispruch

Die Staatsanwaltschaft Hannover sieht sich besonderer öffentlicher Kritik ausgesetzt. Mehrere aufsehenerregende Fällen ließen einige Medien daran zweifeln, dass die Behörde objektiv arbeite. Der Oberstaatsanwalt Uwe Görlich unterhielt in den 2000er Jahren Verbindungen ins hannoversche Rotlichtmilieu am Steintor; ihm warf Christine Kröger vor, illegale Prostitution zu decken. Im Justizirrtum um Ralf Witte wurde kritisch über die Ermittlungen der Behörde berichtet, die zum fünfjährigen ungerechtfertigten Freiheitsentzug führten; gegen die verantwortlichen Staatsanwälte wurde ein Verfahren wegen Rechtsbeugung eingeleitet. Der niedersächsische Justizminister Bernd Busemann bat 2009 wegen des Vorgehens der Staatsanwaltschaft Hannover bei Witte um Entschuldigung.
Seit 2012 steht die Staatsanwaltschaft Hannover wegen zweier Ermittlungsverfahren gegen prominente Politiker unter stärkerer öffentlicher Beobachtung, ohne auf diese Sonderrolle vorbereitet zu sein. Bei den Ermittlungen gegen die Politiker Christian Wulff 2012 und Sebastian Edathy 2014 wurde der Staatsanwaltschaft vorgeworfen, Informationen aus den laufenden Verfahren an die Öffentlichkeit weitergegeben zu haben und im Umgang mit diesen prominenten Beschuldigten weder Maß gehalten noch ausreichende Erfahrung mit dem erhöhten Medieninteresse gehabt zu haben. In dieser Sache ermittelte die Staatsanwaltschaft beim Landgericht Göttingen 2015 auch gegen den vorgesetzten Generalstaatsanwalt am Oberlandesgericht Celle Frank Lüttig wegen des Verdachts auf Geheimnisverrat, stellte das Verfahren jedoch ein.

## Baugeschichte
Das Hauptgebäude am Volgersweg in der Nähe des Raschplatzes errichtete Otto Hodler von 1951 bis 1952 in den Formen der Nachkriegsmoderne.